# Alcyonidium flabelliforme
Alcyonidium flabelliforme is een mosdiertjessoort uit de familie van de Alcyonidiidae. De wetenschappelijke naam van de soort is voor het eerst geldig gepubliceerd in 1902 door Kirkpatrick.